# Seweryniwka (Bila Zerkwa)
Seweryniwka (ukrainisch Северинівка; russisch Севериновка Sewerinowka) ist ein Dorf im Süden der ukrainischen Oblast Kiew mit etwa 900 Einwohnern (2004).

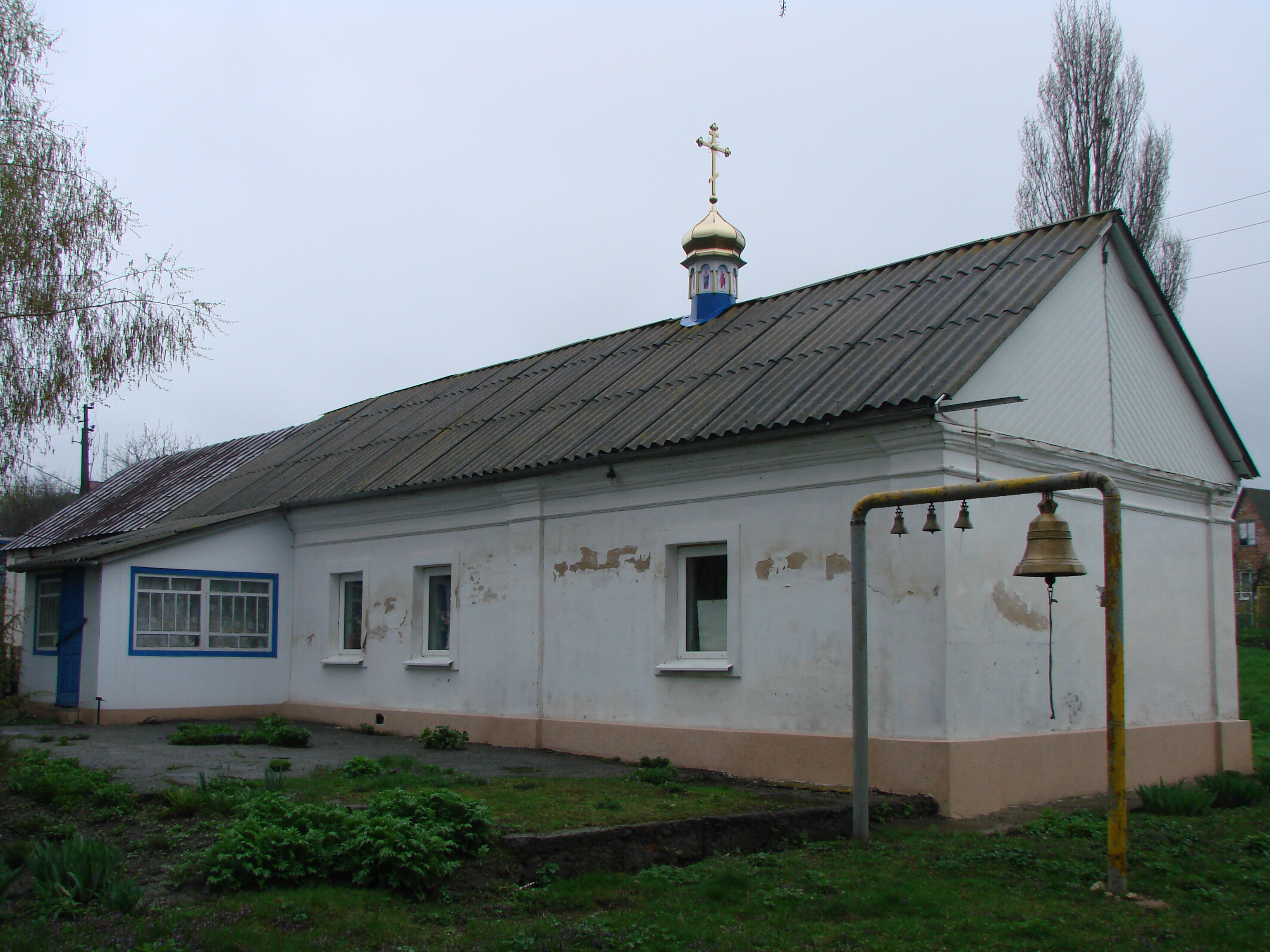
Dorfkirche

Das 1765 erstmals erwähnte Dorf liegt im Dneprhochland auf 204 m Höhe an der Territorialstraße T–10–17 20 km westlich vom ehemaligen Rajonzentrum Taraschtscha und etwa 120 km südlich der Hauptstadt Kiew.
Am 12. Juni 2020 wurde das Dorf ein Teil der neugegründeten Stadtgemeinde Taraschtscha, bis dahin bildete es zusammen mit dem Dorf Krassjuky (Красюки) die gleichnamige Landratsgemeinde Seweryniwka (Северинівська сільська рада/Seweryniwska silska rada) im Westen des Rajons Taraschtscha.
Am 17. Juli 2020 kam es im Zuge einer großen Rajonsreform zum Anschluss des Rajonsgebietes an den Rajon Bila Zerkwa.

## Persönlichkeiten
Der ukrainisch-südafrikanische Biologe, Embryologe und Entomologe Boris Balinsky (1905–1997) verbrachte die Sommer seiner Kindheit bei seinem ortsansässigen Großvater mütterlicherseits, einem Priester, der später vom NKWD hingerichtet wurde.